# Colonia la Loma
Colonia la Loma, även La Loma San Isidro, är en ort i Mexiko, tillhörande kommunen Tepetlaoxtoc i delstaten Mexiko. Colonia La Loma ligger i den centrala delen av landet och tillhör Mexico Citys storstadsområde. Orten hade 595 invånare vid folkmätningen 2010.